# Ferme du Massegros
La ferme du Massegros est une ferme située au Massegros, en France.

## Localisation
La ferme est située sur la commune du Massegros, dans le département français de la Lozère.

## Historique
L'édifice est inscrit au titre des monuments historiques en 1996.